# Robson de Souza
Robson de Souza   (São Vicente, 25 de gener de 1984), conegut professionalment com a Robinho, és un futbolista brasiler retirat.

## Carrera esportiva

### Infància i debut amb el Santos
La seva carrera com a futbolista va començar als 5 anys, quan va ingressar al Beira Mar de futbol sala. Al despuntar entre els seus companys, el Portuarios va trucar a la seva porta, els pares del petit Robson van acceptar l'oferta. Al Portuarios va marcar 73 gols, entre els 6 i els 9 anys. Va ser llavors quan el Santos es va fixar en ell, i el va fitxar per a jugar a l'equip de futbol sala, on va estar-hi durant 7 anys (dels 9 als 16), aleshores va ser quan es va passar al futbol 11. Ell pensava ser professional del futbol sala però els seus tècnics van decidir que tindria més futur jugant al futbol.
Van passar 2 anys fins que va debutar a la primera divisió brasilera, fou el 24 de març del 2002 (Santos-Guaraní 2-0). Aquell any va marcar 9 gols en 29 partits, i el seu equip va guanyar el campionat de lliga. El seu nom es començà a pronunciar a Europa quan el 2004 es va convertir en un dels futbolistes més desequilibrants del campionat brasiler, marcant 32 gols en 54 partits aquella temporada i aconseguint de nou el campionat de lliga.
La seva mare va estar segrestada durant 41 dies, que van suposar els dies més difícils de la vida del jugador. Aquesta és una de les raons per les quals va voler venir a Europa: se sentiria més segur, ell, i els seus.

### Periple a Europa
A l'hivern del 2004 va estar a punt de fitxar pel Benfica portuguès. Però l'aparició del Reial Madrid en la negociació va produir que el brasiler volgués fitxar per l'equip blanc, en la qual seria una llarga i complexa negociació.

Finalment el Reial Madrid va anuncià el seu fitxatge el 30 de juliol del 2005. Va debutar contra el Cadis a l'estadi Ramón de Carranza el 28 d'agost del 2005. En aquell partit, el brasiler va fer tot un recital amb el seu millor futbol, sent possiblement el seu millor partit de la temporada. Va marcar el seu primer gol amb l'equip merengue el 22 de setembre del 2005 en empatar de cap (1-1) contra l'Athletic Club, en un partit que el Reial Madrid va acabar guanyant per 3 gols a 1. Durant el seu primer any com a jugador madridista va marcar 12 gols en total: 8 a la Lliga i 4 a la Copa del Rei, sent a la Lliga de Campions de la UEFA l'única competició en la qual no va marcar.

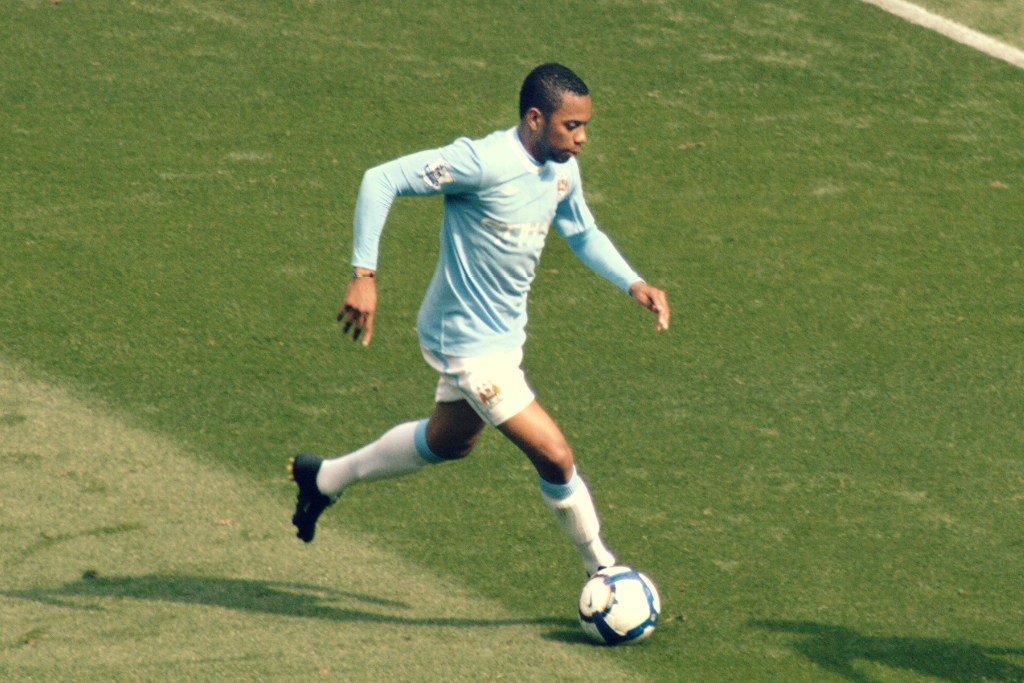
Robinho disputant un partit amb el Manchester City el 2009.

Al principi de la temporada 2006-07 semblava que el jove Robson no entrava molt en els plans de Fabio Capello, entrenador del Reial Madrid, però a darrers de temporada jugà més partits i acabà sent un dels jugadors clau en la recta final de temporada, marcant 2 gols molt importants en els últims 2 partits i aconseguint el campionat de Primera divisió. A la temporada temporada 2007-08 va marcar onze gols en 32 partits, esdevenint una peça clau a l'esquema blanc i revalidant el campionat de Primera Divisió.
A la pretemporada 2008-09, el Chelsea FC va intentar fitxar el jugador brasiler, amb el qual estava en negociacions fins a l'aparició del Manchester City, que amb un nou propietari va pagar 40 milions d'euros pel futbolista brasiler, pagant-li un sou d'uns 6 milions d'euros per temporada. Després d'una bona primera temporada, l'arribada de Roberto Mancini a la banqueta citizen va comportar una pèrdua progressiva de protagonista de l'atacant brasiler, que va acceptar una cessió al Santos al gener i un traspàs a l'AC Milan a l'estiu de 2010.

### Tornada al Brasil i declivi
Amb els italians s'hi està quatre temporades, amb un rendiment que també va anar de més a menys. La cinquena, última del seu contracte, la passaria cedit novament al Santos. Un cop lliure, l'estiu de 2015 s'incorpora al Guangzhou FC, entrenat per Luiz Felipe Scolari, amb qui juga sis mesos. El febrer de 2016 es confirmaria el seu fitxatge per l'Atlético Mineiro, amb un contracte de dos anys.
A continuació provaria sort en la lliga turca, on va jugar un any amb el Sivasspor Kulübü i una temporada i mitja amb l'İstanbul Başakşehir. L'octubre de 2020 va anunciar-se el seu retorn al Santos, en la que seria la seva quarta etapa amb el club de l'estat de São Paulo. No obstant, set dies després, la pressió exercida per mitjans, afeccionats i patrocinadors a causa de la condemna a Itàlia per violació col·lectiva, va fer que la directiva reculés i anul·lés l'acord.
Després de dos anys sense equip, el jugador va anunciar oficialment la retirada de l'esport professional.

### Selecció brasilera

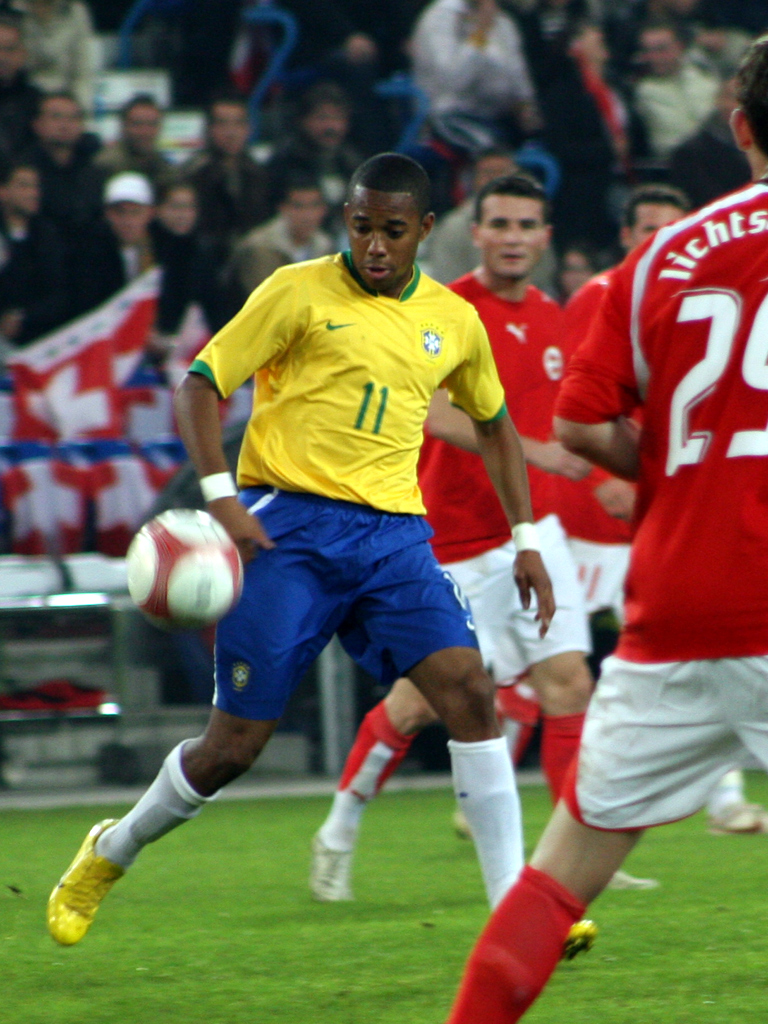
Robinho disputant un partit amb Brasil.

El 2003, el davanter va fer el seu debut amb la selecció absoluta. La Confederació Brasilera de Futbol (CBF) va rebre una invitació per participar en la Copa d'Or de la CONCACAF de 2003 i va muntar una plantilla farcida de jugadors sub-23, pensant en la fase de classificació pels Jocs d'Atenes de 2004 que havia de disputar mesos més tard. Malgrat que els brasilers van fer un bon torneig, arribant a la final (derrota 1-0 contra Mèxic, per gol d'or), l'any 2004 l'equip no van obtenir la desitjada plaça competició olímpica.
Va formar parella d'atac amb Adriano en la selecció brasilera que va guanyar la Copa Confederacions 2005. L'any següent, va formar part de la convocatòria de Carlos Alberto Parreira per la Copa del Món de Futbol de 2006. A Alemanya va ser sovint reserva d'Adriano i Ronaldo.
Robinho va ser la principal figura de la seleção en la Copa Amèrica de 2007. Futbolistes d'atac com Ronaldinho i Kaká van ser baixa i el jugador madridista va agafar les regnes de l'equip, coronant-se com a campió, màxim golejador i millor jugador del torneig. També va ser peça important en el triomf del Brasil en la Copa Confederacions 2009, sortint de titular en els cinc partits de la competició.
Va ser novament titular en l'equip que va disputar a Sud-àfrica la Copa del Món de Futbol de 2010 sota les ordres de Dunga. Els sud-americans van quedar eliminats a quarts de final i la CBF va apostar per un nou seleccionador, Mano Menezes. Robinho va arribar a lluir el braçalet de capità en alguns partits d'aquesta nova etapa.
El futbolista de São Vicente va ser un dels principals integrants de la selecció que va disputar la Copa Amèrica de futbol de 2011. El fracàs de l'equip en la competició i la pèrdua de protagonisme al Milan, van acabar tancant-li les portes de la canarinha. Després de més d'un any absent de les convocatòries, el nou seleccionador, Scolari, va fer-lo jugar en diversos partits previs al Mundial de 2014, però finalment va decidir no incloure'l en la llista definitiva pel torneig que el Brasil disputaria a casa seva.
L'últim torneig de Robinho amb la samarreta del seu país va ser la Copa Amèrica de futbol de 2015. Tot i la bona primera temporada, la de 2016, amb l'Atletico Mineiro, el jugador no va ser convocat per cap altre partit oficial. L'últim cop que va ser convocat va ser el 25 de gener de 2017, en el partit benèfic que les seleccions del Brasil i Colòmbia van realitzar per retre homenatge a les víctimes de l'accident aeri que va patir la plantilla del Chapecoense.

## Condemna per violació

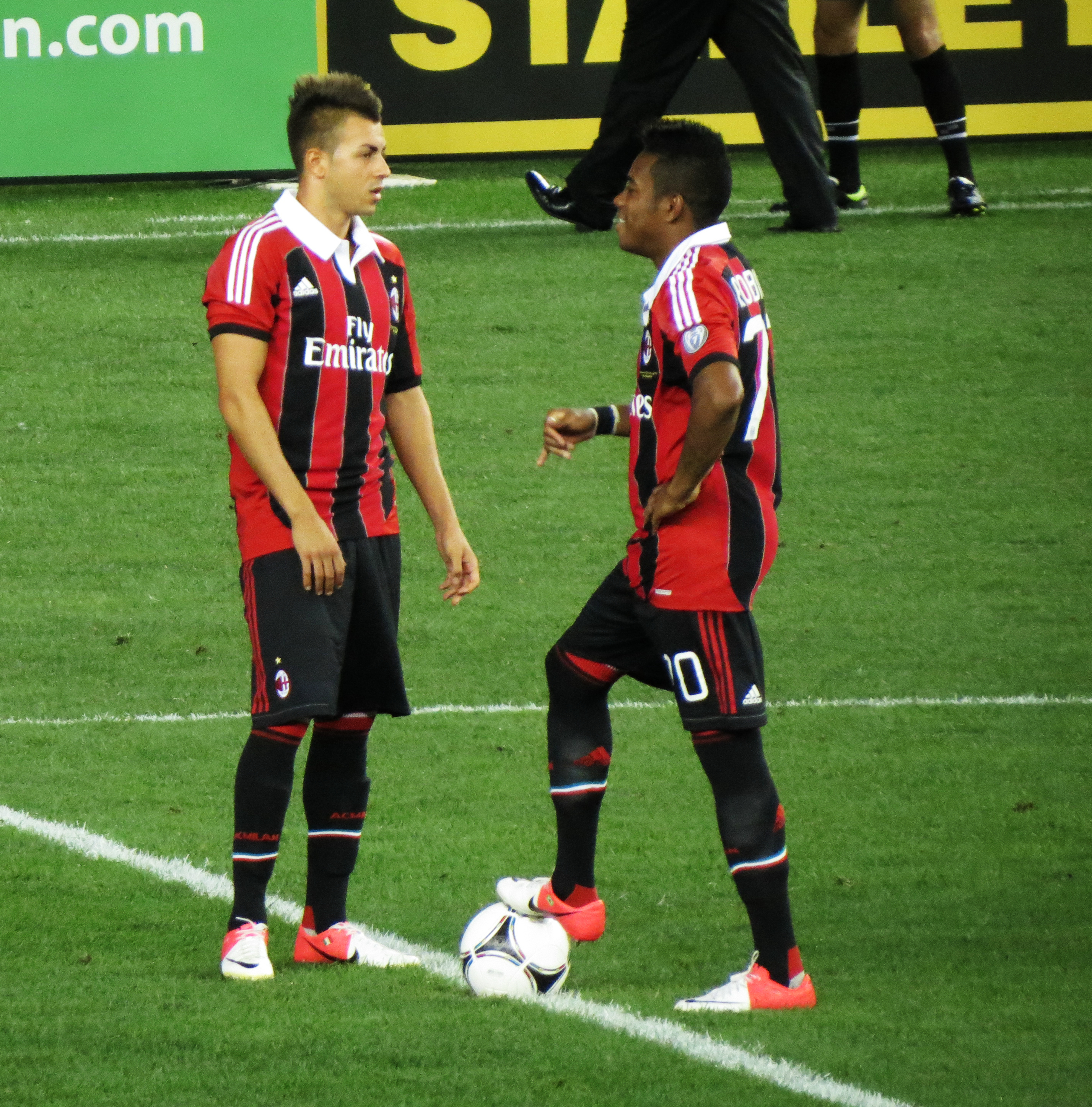
Robinho durant la seva etapa al Milan.

L'octubre de 2014, quan el jugador pertanyia a l'AC Milan, el diari Corriere dello Sport va publicar un informe sobre una investigació de la justícia italiana sobre un presumpte cas de violació en grup perpetrat per Robinho i cinc altres homes, comès en una discoteca de Milà el 2013. Jutjat el 2017 en absència -mentre jugava al Brasil amb l'Atlético Mineiro-, Robinho va acabar sent condemnat en primera instància a nou anys de presó. No obstant, la sentència no es va executar immediatament, ja que la llei italiana exigeix que el procés d'apel·lació hagi conclòs.
El 16 d'octubre de 2020, Globo Esporte va fer pública la transcripció d'una escolta telefònica feta per la policia italiana en la qual Robinho diu que «la dona estava completament èbria»; malgrat que, durant el procés judicial, sempre havia mantingut que la relació sexual havia estat consensuada. Segons el mitjà, les "intercepcions telefòniques realitzades contra els implicats al llarg de la investigació van ser crucials per al veredicte". El 10 de desembre, el Tribunal d'Apel·lació de Milà va confirmar la sentència dictada en primera instància, condemnant Robinho a nou anys de presó.
El 19 de gener de 2022, el Tribunal de Cassació de Roma, última instància de la justícia italiana, va desestimar el recurs presentat per l'exfutbolista. Així, la sentència va esdevenir ferma i l'execució va resultar obligatòria. Com que la Constitució brasilera no permet l'extradició dels seus ciutadans, el tribunal italià té dret a demanar que el jugador compleixi la pena de presó en un centre penitenciari del Brasil. Tanmateix, el tractat de cooperació jurídica penal signat entre Brasil i Itàlia el 1989, no obliga cap dels dos països a executar-ne les condemnes. Itàlia té tractats de cooperació jurídica penal amb altres 100 països. Si Robinho viatjés a un país amb cooperació legal amb Itàlia (els de la Unió Europea, el Regne Unit, els Estats Units, el Canadà, l'Argentina, Xile, Austràlia, la Xina i Corea del Sud, entre altres), serà detingut en aterrar-hi. Tampoc s'ha descartat la possibilitat de la inclusió de Robinho a la llista vermella d'Interpol.
Després de més de dos anys al Brasil a espera d'una resolució judicial i evitant la justícia italiana, el Tribunal Superior del país sud-americà es va acabar pronunciant el 20 de març de 2024 en favor de l'entrada de l'exfutbolista a presó al seu país d'origen. Segons informa O Globo, la justícia brasilera va decidir per majoria (9-2) condemnar Robinho a nou anys d'empresonament i fou detingut el 22 de març. Així i tot, els advocats de l'exdavanter van iniciar els tràmits d'apel·lació per tal de desestimar la sentència condemnatòria.

## Estadístiques

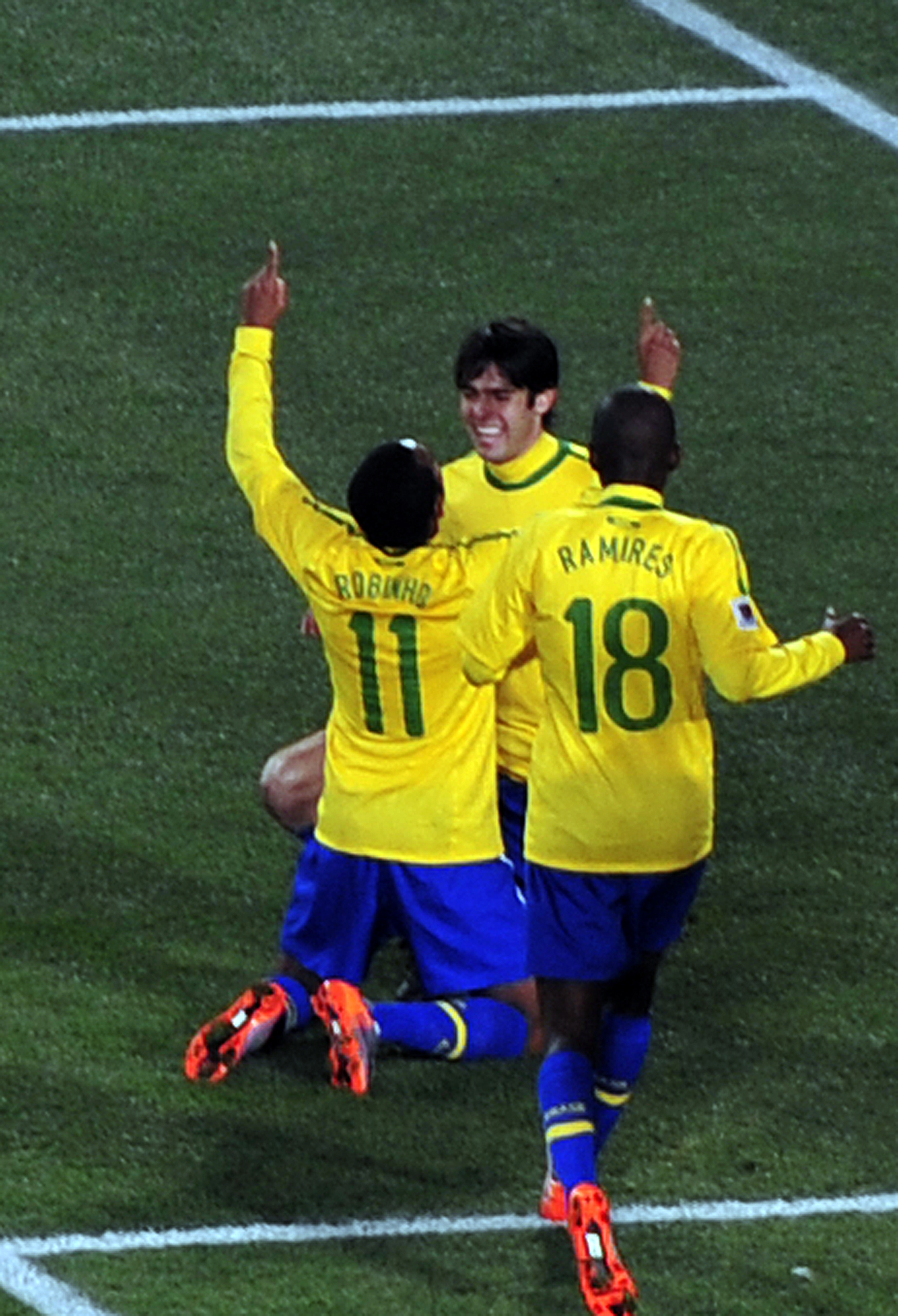
Robinho celebrant un gol durant el Mundial de Sud-àfrica de 2010, amb Kaká i Ramires.

| Equip                  | Temporada | Lliga   | Lliga | Copa nacional | Copa nacional | Competicions continentals | Competicions continentals | Altres competicions | Altres competicions | Total   | Total |
| Equip                  | Temporada | Partits | Gols  | Partits       | Gols          | Partits                   | Gols                      | Partits             | Gols                | Partits | Gols  |
| ---------------------- | --------- | ------- | ----- | ------------- | ------------- | ------------------------- | ------------------------- | ------------------- | ------------------- | ------- | ----- |
| Santos FC              | 2001      | 5       | 1     | —             | —             | —                         | —                         | —                   | —                   | 5       | 1     |
| Santos FC              | 2002      | 30      | 10    | —             | —             | —                         | —                         | —                   | —                   | 30      | 10    |
| Santos FC              | 2003      | 32      | 9     | —             | —             | 20                        | 6                         | —                   | —                   | 52      | 15    |
| Santos FC              | 2004      | 37      | 21    | —             | —             | 8                         | 4                         | 10                  | 7                   | 55      | 32    |
| Santos FC              | 2005      | 12      | 7     | —             | —             | 9                         | 6                         | 14                  | 11                  | 35      | 24    |
| Santos FC              | Total     | 116     | 48    | —             | —             | 37                        | 16                        | 24                  | 18                  | 177     | 82    |
| Reial Madrid CF        | 2005–06   | 37      | 8     | 6             | 4             | 8                         | 0                         | —                   | —                   | 51      | 12    |
| Reial Madrid CF        | 2006–07   | 32      | 6     | 4             | 1             | 7                         | 1                         | —                   | —                   | 43      | 8     |
| Reial Madrid CF        | 2007–08   | 32      | 11    | 2             | 0             | 6                         | 4                         | 2                   | 0                   | 42      | 15    |
| Reial Madrid CF        | 2008–09   | —       | —     | —             | —             | —                         | —                         | 1                   | 0                   | 1       | 0     |
| Reial Madrid CF        | Total     | 101     | 25    | 12            | 5             | 21                        | 5                         | 3                   | 0                   | 137     | 35    |
| Manchester City        | 2008–09   | 31      | 14    | 0             | 0             | 10                        | 1                         | 0                   | 0                   | 41      | 15    |
| Manchester City        | 2009–10   | 10      | 0     | 1             | 1             | —                         | —                         | 1                   | 0                   | 12      | 1     |
| Manchester City        | Total     | 41      | 14    | 1             | 1             | 10                        | 1                         | 1                   | 0                   | 53      | 16    |
| Santos FC              | 2010      | 2       | 0     | 8             | 6             | —                         | —                         | 12                  | 5                   | 22      | 11    |
| Santos FC              | Total     | 2       | 0     | 8             | 6             | —                         | —                         | 12                  | 5                   | 22      | 11    |
| AC Milan               | 2010–11   | 34      | 14    | 4             | 1             | 7                         | 0                         | —                   | —                   | 45      | 15    |
| AC Milan               | 2011–12   | 28      | 6     | 3             | 1             | 8                         | 3                         | 1                   | 0                   | 40      | 10    |
| AC Milan               | 2012–13   | 23      | 2     | 1             | 0             | 3                         | 0                         | —                   | —                   | 27      | 2     |
| AC Milan               | 2013–14   | 23      | 3     | 2             | 1             | 7                         | 1                         | —                   | —                   | 32      | 5     |
| AC Milan               | Total     | 108     | 25    | 10            | 3             | 25                        | 4                         | 1                   | 0                   | 144     | 32    |
| Santos FC              | 2014      | 16      | 4     | 5             | 5             | 0                         | 0                         | —                   | —                   | 21      | 9     |
| Santos FC              | 2015      | 4       | 2     | 3             | 1             | —                         | —                         | 13                  | 5                   | 20      | 8     |
| Santos FC              | Total     | 20      | 6     | 8             | 6             | —                         | —                         | 13                  | 5                   | 41      | 17    |
| Guangzhou Evergrande   | 2015      | 9       | 3     | 0             | 0             | 1                         | 0                         | —                   | —                   | 10      | 3     |
| Guangzhou Evergrande   | Total     | 9       | 3     | 0             | 0             | 1                         | 0                         | —                   | —                   | 10      | 3     |
| Clube Atlético Mineiro | 2016      | 30      | 12    | 8             | 3             | 7                         | 1                         | 10                  | 9                   | 55      | 25    |
| Clube Atlético Mineiro | 2017      | 30      | 7     | 4             | 1             | 7                         | 2                         | 13                  | 3                   | 54      | 13    |
| Clube Atlético Mineiro | Total     | 60      | 19    | 12            | 4             | 14                        | 3                         | 23                  | 12                  | 109     | 38    |
| Sivasspor Kulübü       | 2017–18   | 14      | 4     | —             | —             | —                         | —                         | —                   | —                   | 14      | 4     |
| Sivasspor Kulübü       | 2018–19   | 16      | 8     | 0             | 0             | 0                         | 0                         | 0                   | 0                   | 16      | 8     |
| Sivasspor Kulübü       | Total     | 30      | 12    | 0             | 0             | 0                         | 0                         | 0                   | 0                   | 30      | 12    |
| İstanbul Başakşehir FC | 2018–19   | 18      | 4     | —             | —             | —                         | —                         | —                   | —                   | 18      | 4     |
| İstanbul Başakşehir FC | 2019–20   | 15      | 0     | 4             | 0             | 6                         | 0                         | 0                   | 0                   | 25      | 0     |
| İstanbul Başakşehir FC | Total     | 33      | 4     | 4             | 0             | 6                         | 0                         | 0                   | 0                   | 43      | 4     |
|                        | Total     | 520     | 156   | 55            | 25            | 114                       | 29                        | 77                  | 40                  | 766     | 250   |

1. 1 2 3  Campionat paulista
2. 1 2  Supercopa d'Espanya
3. ↑  Copa de la Lliga Anglesa
4. ↑  Supercopa d'Itàlia
5. 1 2  Campionat mineiro

## Palmarès

### Clubs
| Santos - Lliga: 2002, 2004 - Copa: 2010 - Campionat paulista: 2010, 2015 Reial Madrid - Lliga: 2006–07, 2007–08 - Supercopa: 2008 | Milan - Serie A: 2010–11 - Supercopa: 2011 Guangzhou Evergrande - Superlliga: 2015 | Atlético Mineiro - Campionat mineiro: 2017 İstanbul Başakşehir - Süper Lig: 2019–20 |

### Selecció Brasileira
- Copa Confederacions de la FIFA: 2005, 2009
- Copa Amèrica: 2007